# Eräsjärvi
Eräsjärvi är en sjö i kommunen Orivesi i landskapet Birkaland i Finland. Arean är 35 hektar och strandlinjen är 4,37 kilometer lång. Sjön  ingår i Kumo älvs huvudavrinningsområde.   Den ligger omkring 49 kilometer nordöst om Tammerfors och omkring 170 kilometer norr om Helsingfors. 